# صالح محمد خلیق
صالح‌محمد خلیق (۱۲ آبان ۱۳۳۴ – ۷ مرداد ۱۴۰۴) شاعر، نویسنده، پژوهشگر، مترجم و روزنامه‌نویس اهل افغانستان بود.

## آموزش‌ها
صالح‌محمد خلیق دورۀ دانش‌آموزی را در سال‌های ۱۳۴۳–۱۳۵۱ در دبستان میانۀ «نادرشاهی» مزار شریف، آموزش‌های فنی را  در رشتۀ زمین‌شناسی نفت و گاز در سال‌های ۱۳۵۱–۱۳۵۵ در دانش‌سرای نفت و گاز مزارشریف، آموزش‌های عالی را در رشتۀ ادبیات فارسی تا درجۀ کارشناسی در سال‌های ۱۳۷۳–۱۳۷۵ در دانشکدۀ ادبیات و علوم انسانی دانشگاه بلخ و مقطع کارشناسی ارشد را در رشتۀ زبان و ادبیات فارسی در سال‌های ۱۳۹۳–۱۳۹۴ در دانشگاه پیام نور سپری کرد.

## کارکردهای اداری و فرهنگی
صالح‌محمد خلیق از سال ۱۳۵۵ تا ۱۳۶۶ کارمند کارخانۀ کود شیمیایی بلخ بود و از سال ۱۳۶۹ تا ۱۴۰۴ رئیس انجمن نویسندگان بلخ بود. همزمان، وی از سال ۱۳۷۶ تا ۱۳۷۷ مدیر مسئول و سردبیر ماهنامۀ ام‌البلاد، از سال ۱۳۷۸ تا ۱۳۸۰ مدیر مسؤول روزنامۀ بیدار، از سال ۱۳۸۱ تا ۱۳۸۲ مدیر مسؤول ماهنامۀ «کیان» بود و از سال ۱۳۸۳ تا  ۱۳۹۸ رئیس ادارۀ فرهنگ استان بلخ بود.
خلیق، عضو انجمن پیوند در تاجیکستان، عضو هیئت رهبری کانونهای فرهنگی مولانا جلال‌الدین محمد بلخی، حکیم ناصر خسرو بلخی، امیر علی‌شیر نوایی، مؤسسه ماهنامۀ ادبی راه، نشریة انجمن نویسندگان بلخ و عضو هیئت تحریر برخی از نشریه‌های افغانستان بوده و است و در ارتباط با فعالیت‌های فرهنگی سفرهای رسمی و کاری متعددی به کشورهای ایران، تاجیکستان، ازبکستان، ترکمنستان، پاکستان، هندوستان، عربستان سعودی، فرانسه، امارات متحدۀ عربی، ترکیه، لهستان و ایالات متحدۀ آمریکا داشته‌است. خلیق، شعر می‌گفت، در زمینه‌های فرهنگ، ادبیات و تاریخ می‌نوشت و در گستره‌های تاریخ و دانش و فن‌آوری نو آثاری از زبان روسی به فارسی برگردان کرد.

## بزرگداشت‌ها
به خاطر کارنامه‌های علمی، فرهنگی و ادبی‌ خلیق، در سال ۱۳۹۴ استانداری بلخ لقب «پژوهشگر بلخ» را به او داد، در سال ۱۳۹۵ نهاد دانش‌آموختگان افغانستان از جایگاه او به عنوان «نویسندۀ پیش‌کسوت بلخ» بزرگداشت کرد، در سال ۱۳۹۶ ریاست جمهوری اسلامی افغانستان برای او به عنوان یک شاعر و ادیب مدال دولتی غازی میر مسجدی‌خان را تفویض کرد، در ۷ مرداد ۱۳۹۹ انستیتوت مطالعات استراتیژیک افغانستان لقب «نخبۀ بلخ» را برایش داد و در ۳ مهر ۱۳۹۹ انجمن قلم افغانستان با برگزاری همایشی به نام «سلام به ‌آفتاب» در کابل، کارکردهای ادبی‌اش را گرامی داشت.

## آثار چاپ‌شده
مجموعه‌های شعری «سلام به آفتاب» (بلخ،۱۳۶۳)، «کاج بلند سبز» (بلخ،۱۳۶۶)، «بر پای راه ابریشم» (بلخ،۱۳۷۲)، «یک آسمان ستاره»(بلخ،۱۳۸۲)، «از اوج‌های آبی ...» (کابل،۱۳۸۶)، «سرود ملّی عشّاق» (کابل،۱۳۹۱)،«در بامیانِ قلبِ منی» (کابل، ۱۳۹۲)، «مراد از بلخ، تو بودی...» (کابل، ۱۳۹۳)، «نقطه و نقطه، باز هم نقطه» (کابل، ۱۳۹۳)، «اینک فقط تو مانده ای» (کابل، ۱۳۹۳)، «سوگ‌نامۀ گل سرخ» (کابل، ۱۳۹۴)، «آخرین مرز بی‌کرانی» (کابل، ۱۳۹۴)، «هیجانِ جان» (کابل، ۱۳۹۵)، «سرنوشتی دیگر» (کابل، ۱۳۹۵)، «سخن عشق/Слова любви» (برگردان سروده‌های خلیق از فارسی به روسی توسّط میرعادل شریف‌زاده) (کابل، ۱۳۹۵)، «کولاک می‌گرید/Плачет метель» (برگردان شعرهای سرگی یسینین) (کابل، ۱۳۹۶)، «زمزمۀ نام خراسان» (کابل، ۱۳۹۷)، «به رهگذار غچی‌ها» (کابل، ۱۳۹۸)، «از زخم‌های تازه» (کابل، ۱۳۹۹)، «از برگ‌های ریختۀ یادنامه‌ها» (پیشاور، ۱۳۹۹) و «در قحط‌سال عاطفه» (کابل، ۱۳۹۹)؛
و کتاب‌های پژوهشی «جشنهای آریایی» (بلخ،۱۳۷۰)، «عُقاب» (تهران، ۱۳۷۵)، «سرگذشت روزنامۀ بیدار» (پیشاور،۱۳۸۰)، «فریاد آزادی» (نگرشی بر سروده‌های علامه سید اسماعیل بلخی) (بلخ، ۱۳۸۴)، «تاریخ ادبیات بلخ از کهنترین روزگاران تا اوایل سدۀ بیست و یکم» (کابل، ۱۳۸۷)، «تاریخ روزنامه‌نگاری بلخ» (تهران، ۱۳۸۹)،  «آهنگ کیانی» (گزیدۀ سروده‌های شاعران در ستایش درۀ کیان) (کابل، ۱۳۹۲)، «آیینه در آیینه» (نقد و نظر) (کابل، ۱۳۹۴)، «ساحه‌های باستانی و بناهای تاریخی بلخ» (تهران، ۱۳۹۴)، «تأثیر شاه‌نامه بر شعر مقاومت افغانستان» (تهران، ۱۳۹۵)، «ناشناخته‌های دانش» (مجموعۀ مقاله‌های برگردان‌شده از منابع روسی) (پیشاور، ۱۳۹۶)، «نشانه‌های شکوه گذشتۀ بخدی» (بلخ، ۱۳۹۷)، «والیان بلخ در نخستین سدۀ پس از بازستانی استقلال افغانستان» (کابل، ۱۳۹۸)، «جاذبه‌های گردشگری بلخ» (کابل، ۱۳۹۹)، «میدان‌های نفت و گاز قشقری و بلخ» (بلخ، ۱۴۰۰)، «نامۀ رَستگاری» (مجموعۀ مقاله‌های اجتماعی) (بلخ، ۱۴۰۰)، «پیام‌آور رَوشنایی و مِهر» (بلخ، ۱۴۰۰) و «شگفتی‌های هستی» (مجموعۀ مقاله‌های برگردان‌شده از زبان روسی به زبان فارسی دری) (بلخ، ۱۴۰۰).

## درگذشت
صالح‌ محمد خلیق صبح روز سه شنبه ۷ مرداد ۱۴۰۴ در منطقه‌ دروازه‌ شادیان شهر مزار شریف طی تصادفی با یک خودرو جان باخت. شاهدان عینی گزارش داده‌اند که خلیق هنگام عبور از خیابان توسط یک ماشین زیر گرفته شد. او پس از انتقال به بیمارستان درگذشت.

## سرچشمه‌ها
- ۱. دانشنامه ادب فارسی، به سرپرستی حسن انوشه، تهران، سازمان چاپ و انتشارات وزارت فرهنگ و ارشاد اسلامی، جلد سوم، چاپ دوم، ۱۳۸۱ش، ص ۳۷۰.
- ۲. افغانستان در غربت، حسن انوشه و حفیظ الله شریعتی سحر، تهران، انتشارات نسیم بخارا، چاپ یکم، ۱۳۸۲ش، صص ۱۶۱–۱۶۴.
- ۳. مروری بر ادبیات معاصر دری، دکتر عبدالقیوم قویم، کابل، ۱۳۸۵، صص ۲۹۰–۲۹۲.
- ۴. یک سرزمین محبت (نمونه‌های شعر صد سال آخر افغانستان)، نظام قاسم و هارون راعون، شهر دوشنبه، انتشارات ادیب، ۲۰۰۵م، صص ۱۲۹–۱۳۰.
- ۵. تاریخ ادبیات بلخ، صالح محمد خلیق، کابل، انجمن نویسنده گان بلخ، ۱۳۸۳ش، ص ۶۶۸.
- ۶. وبلاگ صالح محمد خلیق: http://www.khaleeqbalkh.blogfa.com

1. ↑  «صالح‌محمد خلیق درگذشت». ایسنا. ۸ مرداد ۱۴۰۴.
2. ↑  «صالح‌محمد خلیق، نویسنده سرشناس افغانستان در یک تصادف جان باخت». پایگاه خبری تحلیلی ایراف. ۲۰۲۵-۰۷-۲۹. دریافت‌شده در ۲۰۲۵-۰۷-۳۰.